# Arpino
Arpino (escrit Arpinë en dialecte local) és un municipi de la província de Frosinone, al Laci (Itàlia). Correspon a l'antiga Arpinum romana.
És la ciutat nadiua de Marc Tul·li Ciceró i de Gai Mari.

## Situació

### Geografia
La ciutat d'Arpino s'estén a la vora esquerra de la vall del riu Liris, a la part baixa del turó (650 m) sobre el qual estan les ruïnes de l'antiga Arpinum.
El territori municipal té desnivells que van des de l'altitud màxima de 837 m a la pedania de Montecoccioli fins a la mínima de 192, estant el nucli principal de població a 450 msnm. El territori és ric en boscos i zones agrícoles dedicades al conreu de l'olivera.

### Localitats veïnes
Arpino limita amb els següents municipis: Broccostella, Casalattico, Casalvieri, Castelliri, Fontana Liri, Fontechiari, Isola del Liri, Monte San Giovanni Campano, Santopadre, Sora.

## Organització

Situació d'Arpino dins la província de Frozinone

El municipi està dividit en 10 districtes: Carnello, Civitavecchia, Collecarino, Vallefredda, Vallone, Vignepiane, Colle Lo Zoppo, Sant'Amasio, Forglieta, Scaffa.

## Clima
El clima és càlid i sec durant l'estiu, amb el fenomen poc freqüent de pluges a les tardes causades per cumulonimbes provinents de les veïnes Muntanyes Ernici i Muntanyes Marsicani. La tardor és una estació fresca i moderadament plujosa. L'hivern és fred amb alguns graus sota zero i, a més, humit, amb pluges abundants. Aquesta estació presenta trets dels climes semi-continentals i es dona el fenomen d'inversió tèrmica. El vent bufa de l'oest i del sud-oest. Als mesos d'hivern no manquen episodis de nevades. L'any 2012, durant la primera meitat de febrer van caure 60 cm de neu. La primavera és variable, moderadament plujosa, amb alternança de períodes de dies freds i plujosos i altres calorosos i secs; amb la possibilitat de nevades o gelades tardanes a començaments de l'estació. A la vall es dona amb freqüència el fenomen de la boira, però no al centre històric i tampoc durant l'estiu. En algunes ocasions la boira roman durant tot el dia i la visibilitat és molt reduïda.

## Història

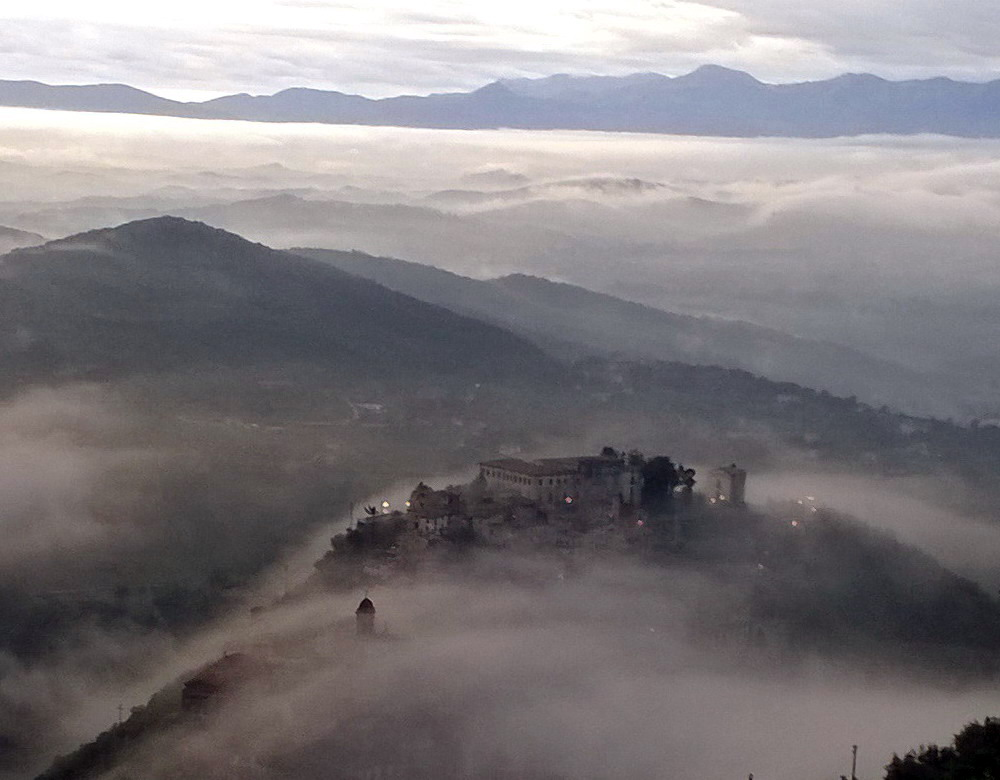
Arpino envoltada per la boira en una imatge de la tardor

La llegenda diu que el nom d'Arpino es creu que deriva de la paraula arpa pel fet que l'antic municipi d'Arpinum, situat a la part alta del turó, recordava, vist des de la llunyania, recordava la forma d'aquest instrument. Una altra teoria diu que la paraula Arpinum es va formar amb la unió de arx («ciutadella») i pinum («pi»), potser perquè hi havia un arbre emblemàtic a la part alta de la ciutat, però probablement no es pugui demostrar mai degut a les successives destruccions que va patir aquesta zona.
No es coneix la data exacta de la fundació de la ciutat, però se sap que va estar habitada pels volscs probablement al segle viii aC. Una sèrie d'inscripcions antigues atribueixen la seva fundació al déu Saturn, una llegenda que es repeteix en altres pobles del Laci amb construccions megalítiques.
La ciutat va ser objectiu dels samnites i va ser escenari d'enfrontaments entre els romans, fins que va ser conquerida per aquests el 305 aC. Dos anys més tard els seus habitants van obtenir la ciutadania romana però sense dret a vot (sine suffragio). El 188 aC va obtenir la ciutadania romana de ple dret. La seva importància va créixer i es va expandir el seu territori, que va incloure al nord-oest la zona de l'actual Casamari (anteriorment Cereatae) i al sud la zona d'Arce.
Gai Mari, el famós magistrat romà va néixer aquí i en el seu honor es va donar nom a un districte del municipi, Casamari (Casa Marii).

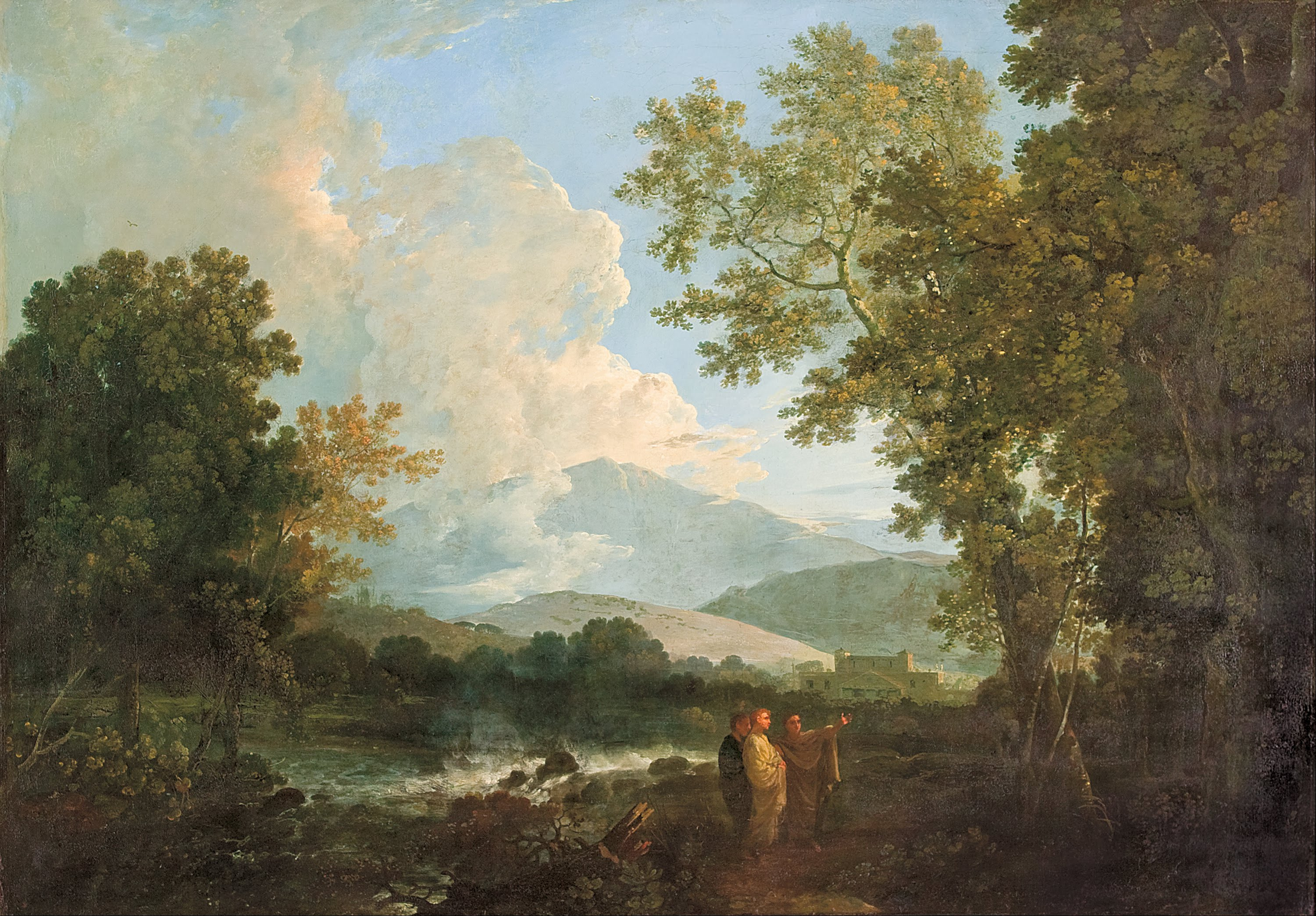
Pintura de Richard Wilson, representant a: Ciceró, el seu amic Atic i el seu germà a la seva vila d'Arpinum

L'any 106 aC hi va néixer l'orador, filosof i polític Marc Tul·li Ciceró, qui va esmentar als seus escrits la seva ciutat d'origen.
A partir del govern de Sul·la (88 aC) la ciutat va començar en progressiu declivi.
A l'edat mitjana les seves muralles van convertir el lloc en un centre de refugi i defensa de les invasions bàrbares. En aquest període Arpino va passar a ser la possessió de diferents senyors: el ducat romà, el ducat de Benevent, la invasió dels francs (860), les incursions dels sarraïns. Després de l'any 1000 es va convertir en territori dels normands, sueus i després el Papat. Arpino va quedar gairebé destruïda en dues ocasions: la primera el 1229 amb Frederic II i més tard el 1252 a les mans de Conrad IV, tots dos membres de la família Hohenstaufen. En aquesta segona ocasió, el dany va ser molt important: la ciutat va ser arrasada i es va perdre irremeiablement moltes de les antigues ruïnes romanes. Els habitants es van refugiar en la propera localitat de Montenero també fortificada; avui al poble del mateix nom, es troben les restes d'una antiga torre.
El 1580 Arpino va entrar a formar part del Ducat de Sora, un feu parcialment autònom del Regne de Nàpols. Aquest Ducat fou suprimit el 1796 i així Arpino va formar part del Regne de les Dues Sicílies. El 1860 va quedar dins la demarcacio administrativa de la província de Terra di Lavoro, a la regió de la Campània. El 1927, amb la creació de la Província de Frosinone, Arpino va tenir un nou canvi administratiu.

## Demografia
Segons els estudis demogràfics sobre el període 1861-2011, la població d'Arpino ha anat en descens, més accentuat en les dècades de 1960 i 1970. El 1861 el nombre total d'habitants era de 11.530 i el 2011 només 7.386. Al decreixement natural cal afegir una constant tendència a l'emigració.

## Cultura

### Llocs d'interès cultural

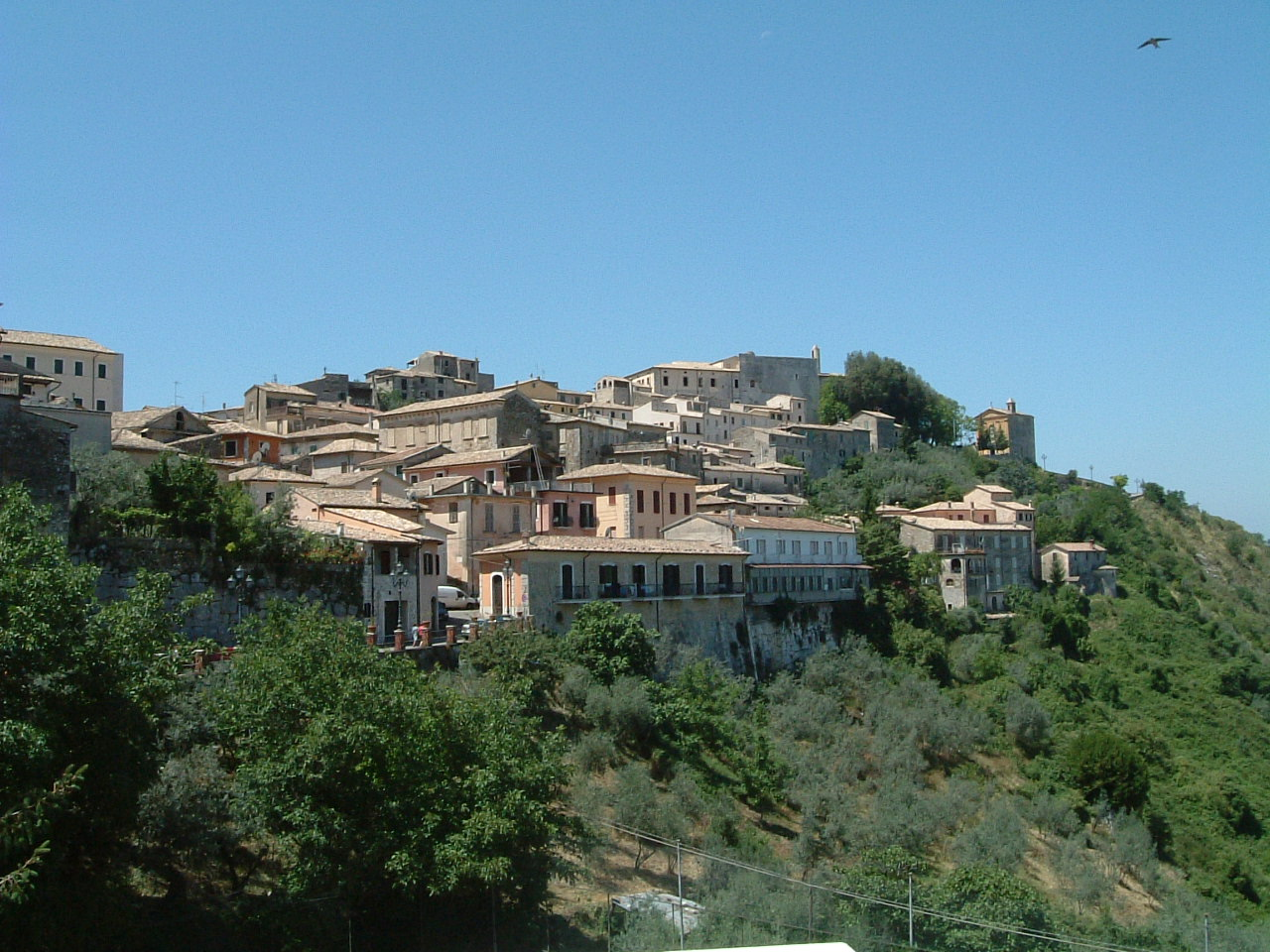
Panorama d'Arpino

- A Arpino es poden visitar restes arqueològiques d'època preromana i medieval.
(Article principal:Arpinum)
- Libro di pietra, un museu a l'aire lliure creat el 1984 per iniciativa del poeta Giuseppe Bonaviri. Arpino allotja una singular antologia de poesia inscrita sobre pedra cise instal·lada en diversos punts de la ciutat i dels seus voltants. La col·lecció es pot admirar durant un passeig.[6][7]

## Fills il·lustres
- Gizziello, soprano (castrati) 1714-1761.
- Carlo Conti, compositor 1796-1858.
- Domenico Gizzi (1684-1745), professor de cant i compositor.

### Esdeveniments tradicionals
- Certamen Ciceronianum Arpinas, concurs de traduccions i comentaris sobre l'obra de Ciceró, al mes de maig.
- Gonfalone di Arpino, competició amb cavalls (palio), al mes d'agost.

## Ciutats agermanades
- Balatonfüred (Hongria), des del 2006
- Formia (Itàlia), des del 2010